# Gave de Lescun
Le gave de Lescun est un cours d'eau des Pyrénées-Atlantiques.
Il prend sa source sur le territoire de Lescun et se jette dans le gave d'Aspe à Accous.

## Communes traversées
- Accous
- Lescun

## Hydronymie
Le mot Lescun se rapporte au nom de la commune éponyme.
Le mot gave (du gascon gave, prononcé « gabé ») est le nom générique de nombreux cours d'eau nés dans les Pyrénées occidentales, et situés en Béarn (partie est des Pyrénées-Atlantiques), ou en Bigorre (Hautes-Pyrénées) à l'ouest de l'Adour. 